# Parmelia (schip, 1825)
De Parmelia was een bark. Het schip werd in Canada gebouwd en op 3 mei 1825 in Quebec te water gelaten.
In 1827/28 voer de Parmelia voor de Britse Oost-Indische Compagnie naar de  Bengalen.
Kapitein James Stirling charterde de Parmelia in 1829 en reisde met de eerste Britse kolonisten naar het westen van Australië om er de kolonie aan de rivier de Swan te stichten.
De Parmelia voer in de eerste helft van de jaren 1830 tweemaal met gevangenen van Engeland naar New South Wales.

## Carrière
De Parmelia werd in Canada gebouwd en er op 3 mei 1825 te water gelaten. Joseph Somes kocht het schip. Hij was directeur van de Britse Oost-Indische Compagnie. In 1826/27 voer de Parmelia onder kapitein John Wimble naar de Bengalen en Madras. Van 19 juni 1827 tot 3 december deed het Calcutta aan, op 18 januari 1828 Fultah, op 30 januari Visakhapatnam en op 30 april Sint Helena. Op 3 juli ging het schip in de rede van Duins terug voor anker.
Eind 1828 charterde James Stirling de Parmelia. De eerste Britse kolonisten reisden aan boord van het schip naar het westen van Australië te varen om er de kolonie aan de rivier de Swan te stichten. De Parmelia voer onder het bevel van kapitein J.H. Luscombe en bereikte Garden Island op 31 mei 1828. Toen een ongeduldige Stirling op 2 juni het schip zelf de Cockburn Sound wilde invaren, liep het op een zandbank vast. De zandbank kreeg later de naam 'Parmelia Bank'. Men slaagde erin het schip terug vlot te krijgen en te herstellen.
Op 23 juli 1832 verliet de Parmelia Engeland als gevangenenschip, met 200 passagiers aan boord en New South Wales als bestemming. Het schip arriveerde er op 16 november datzelfde jaar. De Parmelia maakte nog een tweede reis als gevangenenschip. Het verliet Engeland op 29 oktober 1833 en ging op 2 maart 1834 in New South Wales voor anker.
Op 1 mei 1839 werd de Parmelia in een dok in Engeland door een brand vernietigd.

## Passagierslijst 1829
Onderstaande mensen scheepten op de Parmelia in om naar de kolonie aan de rivier de Swan te varen:
| Naam                     | Opmerking                                                      |
| ------------------------ | -------------------------------------------------------------- |
| Kapitein James Stirling  | Luitenant-gouverneur                                           |
| Ellen Stirling           | echtgenote van kapitein Stirling                               |
| Andrew Stirling          | drie jaar oude zoon van kapitein Stirling                      |
| Frederick Henry Stirling | op zee op 16 april 1829 geboren zoon van kapitein Stirling     |
| George Mangles           | neef van Ellen Stirling                                        |
| George Eliot             | neef en klerk van kapitein Stirling                            |
| Thomas Blakey            | Bediende van kapitein Stirling                                 |
| Sarah Blakey             | echtgenote van Thomas Blakey en bediende van kapitein Stirling |
| John Kelly               | bediende van kapitein Stirling                                 |
| Elizabeth Kelly          | echtgenote van John Kelly en bediende van kapitein Stirling    |
| Peter Brown              | koloniaal secretaris                                           |
| Caroline Brown           | echtgenote van Peter Brown                                     |
| Macbride Brown           | zoon van Peter Brown                                           |
| Ann Brown                | dochter van Peter Brown                                        |
| Richard Evans            | bediende van Peter Brown                                       |
| Margaret McLeod          | bediende van Peter Brown                                       |
| Mary Ann Smith           | bediende van Peter Brown                                       |
| John Morgan              | winkelier                                                      |
| Rebecca Morgan           | echtgenote van John Morgan                                     |
| Rebecca Morgan           | dochter van John Morgan                                        |
| Ann Skipsey              | bediende van John Morgan                                       |
| Mark John Currie RN      | havenmeester                                                   |
| Jane Currie              | echtgenote van Currie                                          |
| Frederick Ludlow         | bediende van Currie                                            |
| Mildred ('Kitty') Ludlow | echtgenote van Frederick Ludlow en bediende van Currie         |
| Jane Fruin               | bediende van Currie                                            |
| John Septimus Roe        | landmeter-generaal                                             |
| Matilda Roe              | echtgenote van John Septimus Roe                               |
| Charles Wright           | bediende van John Septimus Roe                                 |
| Henry Sutherland         | hulplandmeter                                                  |
| Ann Sutherland           | echtgenote van Henry Sutherland                                |
| William Sheldon          | klerk van koloniaal secretaris Brown                           |
| James Drummond           | overheidsbotanicus                                             |
| Sarah Drummond           | echtgenote van James Drummond                                  |
| Thomas Drummond          | achttien jaar oude zoon van James Drummond                     |
| Jane Drummond            | zestien jaar oude dochter van James Drummond                   |
| James Drummond           | vijftien jaar oude zoon van James Drummond                     |
| John Drummond            | dertien jaar oude zoon van James Drummond                      |
| Johnston Drummond        | negen jaar oude zoon James Drummond                            |
| Euphemia Drummond        | drie jaar oude dochter van James Drummond                      |
| Elizabeth Gamble         | bediende van James Drummond                                    |
| Charles Simmons          | arts                                                           |
| Tully Davy               | hulparts                                                       |
| Jane Davy                | echtgenote van Tully Davy                                      |
| Jessie Jane Davy         | acht jaar oude dochter van Tully Davy                          |
| Joseph Davy              | zes jaar oude zoon van Tully Davy                              |
| Henry Davy               | vier jaar oude zoon van Tully Davy                             |
| Edward Davy              | twee jaar oude zoon van Tully Davy                             |
| Emily Rose Davy          | twee maanden oude dochter van Tully Davy                       |
| James Elliott            | bediende van Tully Davy                                        |
| Patrick Murphy           | bediende van Tully Davy                                        |
| Alex Fandom              | Kuiper                                                         |
| Mary Fandom              | echtgenote van Alex Fandom                                     |
| William Hokin            | metser                                                         |
| Mary Hokin               | echtgenote van William Hokin                                   |
| William Hokin            | veertien jaar oude zoon van William Hokin                      |
| John Hokin               | twaalf jaar oude zoon van William Hokin                        |
| Mary Hokin               | tien jaar oude dochter van William Hokin                       |
| Thomas Hokin             | acht jaar oude zoon van William Hokin                          |
| David Hokin              | vijf jaar oude zoon van William Hokin                          |
| Charles Hokin            | twee jaar oude zoon van WIlliam Hokin                          |
| Thomas Davis             | smid                                                           |
| Catherine Davis          | echtgenote van Thomas Davis                                    |
| John Davis               | drie jaar oude zoon van Thomas Davis                           |
| Charlotte Davis          | twee jaar oude dochter van Thomas Davis                        |
| John Davis               | dertien jaar oude neef van Thomas Davis                        |
| James Smith              | scheepsbouwer                                                  |
| Sarah Smith              | echtgenote van James Smith                                     |
| James Moore              | bediende                                                       |
| — Cameron                | overheidsmarinier                                              |
| John Ferguson            | overheidstimmerman                                             |
| John McKail              | draaier                                                        |
| Thomas Welch             | marinier                                                       |
| Stephen Knight           | timmerman                                                      |
| John Hall                | schilder                                                       |